# Tata ma plan
Tata ma plan (ang.: Man with a Plan) – amerykański serial telewizyjny (sitcom) wyprodukowany przez Double Double Bonus Entertainment, 3 Arts Entertainment oraz CBS Television Studios. Pomysłodawcami serialu są Jackie Filgo i Jeff Filgo. "Man with a Plan" jest emitowany od 24 października 2016 roku przez CBS.
W Polsce serial jest emitowany od 22 października 2017 roku przez Fox Comedy.

## Fabuła
Serial skupia się na Adamie Burnsie, przedsiębiorcy, który postanawia poświęcić więcej czasu swoim dzieciom. Z czasem odczuwa, że nie jest tak łatwo wychować dzieci.

## Obsada
- Matt LeBlanc jako Adam Burns[3]
- Liza Snyder jako Andi Burns[4]
- Matt Cook jako Lowell[5]
- Grace Kaufman jako Kate Burns[5]
- Hala Finley jako Emme Burns
- Matthew McCann jako Teddy Burns
- Jessica Chaffin jako Marie[6]
- T.J. DeCarlo jako Thomas Burns

## Odcinki
| Sezon | Sezon | Odcinki | Oryginalna emisja CBS | Oryginalna emisja CBS | Oryginalna emisja Fox Comedy | Oryginalna emisja Fox Comedy | Oryginalna emisja Fox Comedy |
| Sezon | Sezon | Odcinki | Premiera sezonu       | Finał sezonu          | Premiera sezonu              | Finał sezonu                 |                              |
| ----- | ----- | ------- | --------------------- | --------------------- | ---------------------------- | ---------------------------- | ---------------------------- |
|       | 1     | 22      | 24 października 2016  | 15 maja 2017          | 22 października 2017         | 3 grudnia 2017               |                              |
|       | 2     | 21.     | 13 listopada 2017.    | 21 maja 2018          | 6 marca 2018                 | 1 czerwca 2018               |                              |
|       | 3     | 13      | 4 lutego 2019         | 6 maja 2019           | 4 listopada 2019             | 12 listopada 2019            |                              |
|       | 4     | 13      | 2 kwietnia 2020       | 11 czerwca 2020       |                              |                              |                              |

### Sezon 1 (2016-2017)
| Nr | #  | Tytuł                                        | Reżyseria     | Scenariusz                                | Premiera CBS         | Premiera Fox Comedy  |
| -- | -- | -------------------------------------------- | ------------- | ----------------------------------------- | -------------------- | -------------------- |
| 1  | 1  | 'Andi wraca do pracy' Pilot                  | James Burrows | Jeff Filgo, Jackie Filgo                  | 24 października 2016 | 22 października 2017 |
| 2  | 2  | 'Dwa bilety do raju' Two Tickets to Paradise | James Burrows | Jeff Filgo, Jackie Filgo                  | 31 października 2016 | 22 października 2017 |
| 3  | 3  | 'Teatr lalek' The Puppet Theater             | James Burrows | Alex Herschlag                            | 7 listopada 2016     | 22 października 2017 |
| 4  | 4  | 'Święto Dziękczynienia' Un-Dressed           | Pamela Fryman | Jordan Reddout, Gus Hickey                | 14 listopada 2016    | 29 października 2017 |
| 5  | 5  | 'Rodzinne pamiątki' Thanksgiving             | James Burrows | Mark Gross                                | 21 listopada 2016    | 29 października 2017 |
| 6  | 6  | 'Dziura w ścianie' Holey War                 | James Burrows | Tommy Johnagin                            | 5 grudnia 2016       | 29 października 2017 |
| 7  | 7  | 'Nadeszła zima' Winter Has Come              | Pamela Fryman | Greg Mettler                              | 12 grudnia 2016      | 5 listopada 2017     |
| 8  | 8  | 'Adam wkracza do akcji' Adam Gives Up        | Pamela Fryman | Gregg Mettler                             | 19 grudnia 2016      | 5 listopada 2017     |
| 9  | 9  | 'Co z Bobem?' What About Bob?                | Pamela Fryman | Tommy Johnagin                            | 2 stycznia 2017      | 5 listopada 2017     |
| 10 | 10 | 'Nieudany obiad' A Dinner Gone Wrong         | Pamela Fryman | Mark Gross                                | 16 stycznia 2017     | 12 listopada 2017    |
| 11 | 11 | 'O pszczółkach i kwiatkach' The Talk         | Pamela Fryman | Alex Herschlag                            | 23 stycznia 2017     | 12 listopada 2017    |
| 12 | 12 | 'Trzej Amigos' The Three Amigos              | Phill Lewis   | Jordan Reddout, Gus Hickey                | 6 lutego 2017        | 12 listopada 2017    |
| 13 | 13 | 'Walentynki' Valentine's Day                 | James Burrows | Greg Mettler                              | 13 lutego 2017       | 19 listopada 2017    |
| 14 | 14 | 'Pierwsza randka Kate' Kate's First Date     | Pam Fryman    | Farhan Arshad                             | 20 lutego 2017       | 19 listopada 2017    |
| 15 | 15 | 'Rodzice Adama' Assisted Living              | Pam Fryman    | Jeff & Jackie Filgo                       | 27 lutego 2017       | 19 listopada 2017    |
| 16 | 16 | 'Drużyna A' The A Team                       | Pam Fryman    | Alex Herschlag                            | 13 marca 2017        | 26 listopada 2017    |
| 17 | 17 | 'Doktor Nie' Doctor No                       | Pam Fryman    | Greg Mettler                              | 20 marca 2017        | 26 listopada 2017    |
| 18 | 18 | 'Szukanie winnego' The Blame Game            | James Burrows | Tommy Johnaghin                           | 10 kwietnia 2017     | 26 listopada 2017    |
| 19 | 19 | 'Wiosenna impreza ' Spring Fling             | Pam Fryman    | Mark Gross                                | 17 kwietnia 2017     | 3 grudnia 2017       |
| 20 | 20 | ' Brudne pieniądze ' Dirty Money             | James Burrows | Farhan Arshad, Jordan Reddout, Gus Hickey | 1 maja 2017          | 3 grudnia 2017       |
| 21 | 21 | 'Fałszywa wolność ' Operation False Freedom  | Gail Mancuso  | Jeff Filgo, Jackie Filgo                  | 8 maja 2017          | 3 grudnia 2017       |
| 22 | 22 | 'Zróbmy sobie dzidziusia ' Buzzer Beater     | Gail Mancuso  | Greg Mettler                              | 15 maja 2017         | 3 grudnia 2017       |

### Sezon 2 (2017-2018)
| Nr | #  | Tytuł | Reżyseria       | Scenariusz                    | Premiera CBS      | Premiera Fox Comedy |
| -- | -- | --- | --------------- | ----------------------------- | ----------------- | ------------------- |
| 23 | 1  | 'Srebrny lis' The Silver Fox                                                                             | Andy Cardiff    | Mark Gross                    | 13 listopada 2017 | 6 marca 2018        |
| 24 | 2  | 'Chłopak Andi' Andi's Boyfriend                                                                          | Andy Cardiff    | Tommy Johnagin                | 20 listopada 2017 | 6 marca 2018        |
| 25 | 3  | 'Kontratak rodziców' The Parents Strike Back                                                             | Andy Cardiff    | Rob Des Hotel                 | 27 listopada 2017 | 6 marca 2018        |
| 26 | 4  | 'Trawka' Into the Weeds                                                                                  | Gail Mancuso    | Jeff Filgo, Jackie Filgo      | 4 grudnia 2017    | 7 marca 2017        |
| 27 | 5  | 'Wojna płci' Battle of the Sexists                                                                       | Andy Cadiff     | Ethan Sandler, Adrian Wenner  | 11 grudnia 2017   | 8 marca 2018        |
| 28 | 6  | 'Adam i jego sąsiedzi' Adam Gets Neighborly                                                              | Victor Gonzalez | Tommy Johnagin, Farhan Arshad | 18 grudnia 2017   | 9 marca 2018        |
| 29 | 7  | 'I my możemy zostać bohaterami' We Can Be Heroes                                                         | Victor Gonzalez | Greg Mettler                  | 15 stycznia 2018  | 12 marca 2018       |
| 30 | 8  | 'Wszy' Lice Lice Baby                                                                                    | Gail Mancuso    | Farhan Arshad                 | 22 stycznia 2018  | 13 marca 2018       |
| 31 | 9  | 'Strzelanina' The Gunfight                                                                               | Andy Cardiff    | Gregg Mettler                 | 29 stycznia 2018  | 14 marca 2018       |
| 32 | 10 | 'Fantastyczne Walentynki Adama' Adam's Turtle-y Awesome Valentine's Day                                  | Gail Mancuso    | Jessica Runck                 | 5 lutego 2018     | 15 marca 2018       |
| 33 | 11 | 'Zgadnij, kto przyjdzie na śniadanie, obiad i kolację' Guess Who's Coming to Breakfast, Lunch and Dinner | Victor Gonzalez | Ethan Sandler, Adrian Wenner  | 26 lutego 2018    | 16 marca 2018       |
| 34 | 12 | 'Każdy jest zwycięzcą' Everybody's a Winner                                                              | Joanna Kerns    | Mark Gross                    | 5 marca 2018      | 18 maja 2018        |
| 35 | 13 | 'Organizator imprez' The Party Planner                                                                   | Ben Weiss       | Rob DesHotel                  | 12 marca 2018     | 21 maja 2018        |
| 36 | 14 | 'Marcowe szaleństwo' March Madness                                                                       | Victor Gonzalez | Tommy Johnagin                | 19 marca 2018     | 22 maja 2018        |
| 37 | 15 | 'Jak pozbyć się krewnych' Out With The In-Laws                                                           | Victor Gonzalez | Jackie Filgo, Jeff Filgo      | 26 marca 2018     | 23 maja 2018        |
| 38 | 16 | 'Prima Aprilis' April Fools                                                                              | Pamela Fryman   | Ethan Sandler, Adrian Wenner  | 9 kwietnia 2018   | 24 maja 2018        |
| 39 | 17 | 'Król jednego dnia' King for a Day                                                                       | Victor Gonzalez | Jessica Runck                 | 16 kwietnia 2018  | 25 maja 2018        |
| 40 | 18 | 'System Burnsa' The Burns System                                                                         | Victor Gonzalez | Farhan Arshad                 | 30 kwietnia 2018  | 28 maja 2018        |
| 41 | 19 | 'Nienawiść do pieniędzy' We Hate Money                                                                   | Victor Gonzalez | Rob Des Hotel                 | 7 maja 2018       | 29 maja 2018        |
| 42 | 20 | 'Randka' We Got a Girl                                                                                   | Pamela Fryman   | Mark Gross                    | 14 maja 2018      | 30 maja 2018        |
| 43 | 21 | Family Business                                                                                          | Victor Gonzalez | Gregg Mettler                 | 21 maja 2018      | 1 czerwca 2018      |

### Sezon 3 (2019)
| Nr | #  | Tytuł                                                | Reżyseria        | Scenariusz                    | Premiera CBS     | Premiera Fox Comedy |
| -- | -- | ---------------------------------------------------- | ---------------- | ----------------------------- | ---------------- | ------------------- |
| 44 | 1  | Żona w pracy Wife-Proof                              | Terry Hughes     | Jeff Filgo, Jackie Filgo      | 4 lutego 2019    | 4 listopada 2019    |
| 45 | 2  | Może i tak Yeah, Maybe                               | Terry Hughes     | Gregg Mettler                 | 11 lutego 2019   | 4 listopada 2019    |
| 46 | 3  | Na ziemię z nim Put Him on the Ground                | Terry Hughes     | Tommy Johnagin                | 18 lutego 2019   | 5 listopada 2019    |
| 47 | 4  | Kawalerka Adam's Wall Hole Bowl                      | Terry Hughes     | Farhan Arshad                 | 25 lutego 2019   | 5 listopada 2019    |
| 48 | 5  | Nowe stare metody The New Old School                 | Jamie Widdoes    | Gregg Mettler                 | 4 marca 2019     | 6 listopada 2019    |
| 49 | 6  | Niezbyt przyzwoita propozycja Semi-Indecent Proposal | Ben Weiss        | Rob DesHotel                  | 11 marca 2019    | 6 listopada 2019    |
| 50 | 7  | Hotelowe figle Hotel Hanky Panky                     | Micheal McDonald | Mark Gross                    | 18 marca 2019    | 7 listopada 2019    |
| 51 | 8  | Żeberka Adama Adam's Ribs                            | Kari Lizer       | Rob DesHotel                  | 25 marca 2019    | 7 listopada 2019    |
| 52 | 9  | Zachowanie godne wieku Adam Acts His Age             | Kevin S. Bright  | Mark Gross                    | 1 kwietnia 2019  | 8 listopada 2019    |
| 53 | 10 | Niepotrzebny bohater We Don't Need Another Hero      | Anthony Rich     | Adrian Wenner & Ethan Sandler | 15 kwietnia 2019 | 8 listopada 2019    |
| 54 | 11 | Przedwyjazdowa gorączka Cabin Fever                  | Anthony Rich     | Tommy Johnagin                | 22 kwietnia 2019 | 11 listopada 2019   |
| 55 | 12 | Przyzwoite życie Clean Country Living                | Michael McDonald | Ethan Sandler, Adrian Wenner  | 29 kwietnia 2019 | 11 listopada 2019   |
| 56 | 13 | Interwencje The Intervention(s)                      | Michael McDonald | Jessica Runck                 | 6 maja 2019      | 12 listopada 2019   |

### Sezon 4 (2020)
| Nr | #  | Tytuł                                      | Reżyseria    | Scenariusz                | Premiera CBS     | Premiera Fox Comedy |
| -- | -- | ------------------------------------------ | ------------ | ------------------------- | ---------------- | ------------------- |
| 57 | 1  | Interwencje The V-Word                     | Ben Weiss    | Gregg Mettler             | 2 kwietnia 2020  | 2020                |
| 58 | 2  | Interwencje Adam's Big Little Lie          | Terry Hughes | Jamie Lissow              | 9 kwietnia 2020  | 2020                |
| 59 | 3  | Interwencje The Ex Files                   | Terry Hughes | Steve Joe                 | 9 kwietnia 2020  | 2020                |
| 60 | 4  | Interwencje Going All the Way              | Terry Hughes | Mark Gross                | 16 kwietnia 2020 | 2020                |
| 61 | 5  | Interwencje Winner Winner Chicken Salad    | Terry Hughes | Jackie Filgo & Jeff Filgo | 23 kwietnia 2020 | 2020                |
| 62 | 6  | Interwencje Couples Therapy                | Terry Hughes | Gregg Mettler             | 30 kwietnia 2020 | 2020                |
| 63 | 7  | Interwencje Dude, Where's My Boat?         | Ben Weiss    | Farhan Arshad             | 30 kwietnia 2020 | 2020                |
| 64 | 8  | Interwencje Adam's Not Sorry               | Terry Hughes | Tommy Johnagin            | 7 maja 2020      | 2020                |
| 65 | 9  | Interwencje Stuck in the Middle with You   | Anthony Rich | Jessica Runck             | 14 maja 2020     | 2020                |
| 66 | 10 | Interwencje Full Metal Teddy               | Anthony Rich | John "Jack" O'Brien       | 21 maja 2020     | 2020                |
| 67 | 11 | Interwencje Adam and Andi See Other People | Anthony Rich | Tommy Johnagin            | 28 maja 2020     | 2020                |
| 68 | 12 | Interwencje Driving Miss Katie             | Anthony Rich | Steve Joe                 | 4 czerwca 2020   | 2020                |
| 69 | 13 | Interwencje Happy Ann-RV-sary              | Gail Mancuso | Mark Gross                | 11 czerwca 2020  | 2020                |

## Produkcja
10 lutego 2016 roku ogłoszono, że główną rolę w serialu zagra Matt LeBlanc, który jest znany z serialu Przyjaciele. W marcu 2016 roku, Grace Kaufman i Matt Cook dołączyli do obsady. 14 maja 2016 roku stacja CBS oficjalnie zamówiła pierwszy sezon serialu na sezon telewizyjny 2016/2017. W tym samym miesiącu do projektu dołączyła Jessica Chaffin. 1 sierpnia 2016 roku ogłoszono, że Liza Snyder wcieli się w rolę Andy, żony Adama Burnsa.
14 listopada 2016 roku, stacja CBS zamówiła pełny pierwszy sezon, który liczył 19 odcinków, a 7 stycznia 2017 roku zamówiła trzy dodatkowe odcinki pierwszego sezonu, który łącznie liczył 22 odcinki.
23 marca 2017 roku, stacja CBS zamówiła oficjalnie 2 sezon serialu.
13 maja 2018 roku, stacja CBS zamówiła oficjalnie trzeci sezon serialu. 11 maja 2019 roku, stacja  CBS ogłosiła przedłużenie serialu o czwarty sezon.
Na początku maja 2020 roku, stacja CBS poinformowała o skasowaniu serialu na czwartym sezonie.